# Flavien Ranaivo
Flavien Ranaivo (Arivonimamo, 13 maggio 1914 – Troyes, 20 dicembre 1999) è stato un poeta e scrittore malgascio.
Poeta malgascio di lingua francese. Di nobile famiglia malgascia, passò l'infanzia a contatto con la libera natura, in un ambiente legato alla cultura tradizionale. La successiva formazione culturale europea non contrastò mai, in lui, con la tradizione, dando luogo a uno splendido esempio di meticciato culturale, di cui sono felice testimonianza le tre raccolte poetiche che compongono la sua opera letteraria: L'ombre et le vent (1947), tradotta in italiano da Francesco Boneschi e pubblicata dall'editrice Ceschina di Milano col titolo L'ombra e il vento, Mes chansons de toujours (1955) e Le retour au bercail (1962; Il ritorno all'ovile). La sua lirica introspettiva crea un'atmosfera magica, limpida e trasognata. La sua produzione in prosa comprende: Littérature magache (1956) e Images de Madagascar (1968).